# Anticorps neutralisant
Un anticorps neutralisant (NAb) est un anticorps qui défend une cellule contre un agent pathogène ou une particule infectieuse en neutralisant ses effets biologiques. Grâce à la neutralisation, la particule n'est plus infectieuse ou pathogène.Les anticorps neutralisants contribuent à la réponse humorale du système immunitaire adaptatif contre les virus, les bactéries intracellulaires et les toxines microbiennes. En se liant spécifiquement aux structures de surface (antigène) d'une particule infectieuse, les anticorps neutralisants empêchent la particule d'entrer en contact avec les cellules hôtes qu'elle pourrait infecter et détruire. L'immunité causée par les anticorps neutralisants est également connue sous le nom d'« immunité stérilisante », car avant toute infection, le système immunitaire élimine la particule infectieuse.

## Mécanisme

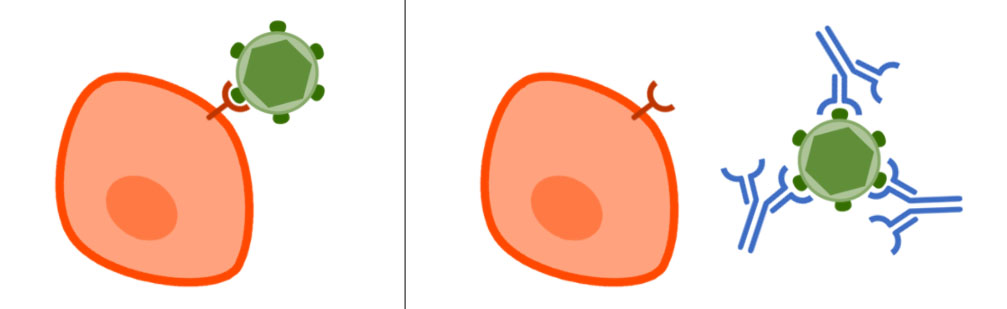
Couvrir un antigène d'anticorps le rend moins infectieux et moins pathogène. Dans l'image de droite, l'entrée du virus dans la cellule est empêchée par les anticorps neutralisants se liant au virus.

Afin de réussir à s'introduire dans les cellules, les particules virales et les bactéries intracellulaires se servent des molécules qui se trouvent à leurs surfaces dans le but d'interagir avec les récepteurs de surface cellulaire de leur cellule cible. Cela leur permet d'entrer dans la cellule et d'entamer leur cycle de réplication.Les anticorps neutralisants peuvent refréner la capacité d'infection en se liant à l'agent pathogène et en bloquant les molécules qui sont nécessaires pour entrer dans les cellules. Cela peut être causé par les anticorps interférant statiquement avec les agents pathogènes, ou bien par les toxines se fixant aux récepteurs des cellules hôtes. Lors d'une infection virale, les anticorps neutralisants peuvent se lier aux glycoprotéines de virus enveloppés ou aux protéines de capside de virus non enveloppés. De plus, les anticorps neutralisants empêchent les particules de subir des changements structurels qui sont souvent nécessaires pour que l'entrée cellulaire soit réussie. Par exemple, les anticorps neutralisants peuvent empêcher les changements conformationnels des protéines virales qui assurent la médiation de la fusion membranaire nécessaire à l'entrée dans la cellule hôte. Dans certains cas, le virus est incapable de causer une infection, même après la dissociation de l'anticorps. Le complexe pathogène-anticorps est finalement absorbé et dégradé par les macrophages .
Les anticorps neutralisants sont également importants pour la neutralisation des effets toxiques causés par les toxines bactériennes. Par exemple, l'antitoxine diphtérique est un anticorps neutralisant qui est capable de neutraliser les effets biologiques de la toxine diphtérique. Les anticorps neutralisants ne sont pas efficaces contre les bactéries extracellulaires, car la liaison des anticorps n'empêche pas la reproduction des bactéries. Dans ce cas, le système immunitaire utilise d'autres fonctions des anticorps, comme l'opsonisation et l'activation du complément, afin de tuer les bactéries.

### La différence entre les anticorps neutralisants et les anticorps de liaison
Les anticorps qui se lient à une particule pathogène ne sont pas forcément neutralisants. Les anticorps non neutralisants, ou les anticorps de liaison, se lient spécifiquement à l'agent infectieux, mais ils n'interfèrent pas avec sa capacité d'infection. Cela pourrait s'expliquer par le fait qu'ils ne sont pas liés à la bonne région. Les anticorps non neutralisants peuvent être importants pour signaler aux cellules immunitaires que la particule a été ciblée. Après cela, la particule est traitée, et est par conséquent détruite par les cellules immunitaires recrutées. D'autre part, les anticorps neutralisants peuvent neutraliser les effets biologiques de l'antigène sans avoir besoin de cellules immunitaires. Dans certains cas, des anticorps non neutralisants ou des quantités insuffisantes d'anticorps neutralisants se liant aux particules virales peuvent être utilisés par certaines espèces de virus pour faciliter l'absorption à l'intérieur de leurs cellules hôtes. Ce mécanisme est connu sous le nom d'amélioration dépendante des anticorps, et ces anticorps sont parfois appelés « anticorps facilitants ». Il a été précédemment observé pour le virus de la dengue et le virus Zika.

## Production
Ce sont les cellules B qui produisent et sécrètent les anticorps. Lors de la production des cellules B dans la moelle osseuse, les gènes qui encodent les anticorps subissent une recombinaison génétique aléatoire ( recombinaison V (D) J ). Cela entraîne une production d'anticorps par chaque cellule B mature. Ces anticorps diffèrent par leur séquence d'acides aminés dans la région de liaison d'antigènes. Par conséquent, chaque cellule B produit des anticorps qui se lient spécifiquement à différents antigènes. Le système immunitaire peut reconnaître une multitude d'agents pathogènes pouvant se présenter sous toutes formes et tailles différentes, lorsque le répertoire des anticorps présente une grande diversité. Lors d'une infection, seuls les anticorps qui sont liés avec une forte affinité à l'antigène pathogène sont produits. Ce processus est réalisé par la sélection clonale d'une cellule B: les cellules B sont récupérées sur le lieu de l'infection en détectant les interférons qui sont libérés par les cellules infectées dans le cadre de la réponse immunitaire innée. Les cellules B affichent des récepteurs de cellules B sur leur surface cellulaire, qui ne sont en réalité que l'anticorps ancré à la membrane cellulaire. Lorsque le récepteur des cellules B se lie à son antigène apparenté avec une forte affinité, cela déclenche une cascade de signalisation intracellulaire. En plus de leur liaison à un antigène, les cellules B doivent également être stimulées par des cytokines. Celles-ci sont produites par les cellules T auxiliaires dans le cadre de la réponse cellulaire du système immunitaire contre l'agent pathogène. Dès lors qu'une cellule B est complètement activée, elle prolifère rapidement et se différencie en plasmocytes. Ces plasmocytes sécrètent ensuite l'anticorps spécifique de l'antigène en grandes quantités. Après avoir rencontré l'antigène une première fois lors d'une vaccination ou bien lors d'une infection naturelle, la mémoire immunologique permet une production plus rapide d'anticorps neutralisants lors de la prochaine exposition au virus.

## Évasion virale des anticorps neutralisants
Les virus utilisent divers mécanismes pour échapper aux anticorps neutralisants. Les génomes viraux mutent à un taux élevé. Les mutations qui permettent aux virus d'échapper à un anticorps neutralisant seront sélectionnées et prendront donc le dessus. À l'inverse, les anticorps évoluent aussi simultanément par maturation d'affinité au cours d'une réponse immunitaire, améliorant ainsi la reconnaissance des particules virales. Les parties conservées des protéines virales qui jouent un rôle central dans la fonction virale sont moins susceptibles d'évoluer avec le temps et sont donc plus vulnérables à la liaison d'anticorps. Néanmoins, les virus ont développé certains mécanismes pour permettre l'accès stérique d'un anticorps dans ces régions, ce qui rend la liaison difficile. Il est plus difficile pour les anticorps de se fixer aux virus ayant une faible densité de protéines structurales de surface. Certaines glycoprotéines virales sont fortement glycosylées par les glycanes liés aux N et O, créant un prétendu bouclier de glycane, qui pourrait diminuer l'affinité de liaison aux anticorps et faciliter l'évasion des anticorps neutralisants. Le VIH-1,qui est à l'origine du SIDA humain, utilise ces deux mécanismes,.

## Utilisations médicales des anticorps neutralisants
Les anticorps neutralisants sont utilisés pour l'immunisation passive et peuvent être utilisés pour traiter des patients, même s'ils ne possèdent pas un système immunitaire sain. Au début du 20e siècle, on injectait aux patients infectés de l'antisérum: c'est le sérum sanguin d'un patient précédemment infecté et ayant été guéri, contenant des anticorps polyclonaux contre l'agent infectieux. Cela a permis de constater que les anticorps pouvaient être utilisés comme traitement efficace contre les infections virales et les toxines. L'antisérum est une thérapie très brute, car les anticorps dans le plasma ne sont pas purifiés ou standardisés, et il est possible que le plasma sanguin soit rejeté par le donneur. Étant donné qu'il repose sur le don de patients guéris, l'antisérum ne peut pas être facilement étendu. Cependant, la thérapie sérique est encore aujourd'hui utilisée comme première ligne de défense lors d'une épidémie car elle peut être obtenue dans un délai relativement court,. Il a été démontré que la thérapie sérique avait permis de réduire la mortalité chez les patients pendant la pandémie de grippe porcine de 2009, mais aussi lors de l'épidémie de virus Ebola en Afrique de l'Ouest. Elle est également testée comme potentiel traitement du COVID-19,. Un traitement par immunoglobulines, qui utilise un mélange d'anticorps provenant de personnes en bonne santé, est administré aux patients immunodéprimés ou immunodéprimés afin de combattre les infections.
Si un traitement plus spécifique et plus robuste est nécessaire, des anticorps polyclonaux ou monoclonaux purifiés (mAb) peuvent être utilisés. Les anticorps polyclonaux sont une collection d'anticorps qui ciblent le même pathogène mais qui se lient à différents épitopes. Les anticorps polyclonaux proviennent de donneurs humains ou d'animaux ayant été exposés à l'antigène. L'antigène qui est administré aux donneurs animaux peut être conçu de manière à produire de préférence des anticorps neutralisants. Les anticorps polyclonaux ont été utilisés pour traiter le cytomégalovirus (CMV), le virus de l'hépatite B (VHB), le virus de la rage, le virus de la rougeole et le virus respiratoire syncytial (RSV). L'antitoxine diphtérique contient des anticorps polyclonaux qui luttent contre la toxine diphtérique. Le fait d'utiliser un traitement avec des anticorps se liant à plusieurs épitopes n'altère pas son efficacité, même si le virus mute et que l'un des épitopes change de structure. Cependant, à cause de la nature de la production, le traitement à base d'anticorps polyclonaux souffre non seulement d'une variation de lot à lot, mais aussi de faibles titres d'anticorps. En revanche, les anticorps monoclonaux se lient tous spécifiquement au même épitope. Ils peuvent être produits grâce à la technologie Hybridoma, qui permet la production de mAbs en grandes quantités.Les mAbs luttant contre les infections cessent de fonctionner lorsque le virus entraîne la mutation de l'épitope qui est ciblé par les mAbs, ou encore lorsque plusieurs souches circulent. Parmi les exemples de médicaments qui utilisent des anticorps monoclonaux, on retrouve le ZMapp contre Ebola  et le Palivizumab contre le RSV. De nombreux monoclonaux purifiés pouvant lutter contre d'autres infections sont en cours d'essais cliniques.
Les anticorps neutralisants contribuent aussi à l'immunisation active par vaccination. En tenant compte des sites de liaison et de la structure des anticorps neutralisants dans une réponse immunitaire naturelle, un vaccin peut être rationnellement conçu de telle sorte qu'il stimule le système immunitaire à produire des anticorps neutralisants et non des anticorps de liaison,. Le fait d'introduire la forme affaiblie d'un virus lors de la vaccination permet aux cellules B de produire des anticorps neutralisants. Ainsi, après une seconde exposition au virus, la réponse des anticorps neutralisants est plus rapide grâce à l'existence des cellules B mémoire qui produisent des anticorps adaptés au virus. Un vaccin efficace incite la production d'anticorps capables de neutraliser la majorité des variantes d'un virus, bien qu'une mutation virale entraînant une évasion d'anticorps puisse nécessiter une mise à jour des vaccins en réponse. Certains virus évoluent plus vite que d'autres, et cela peut nécessiter la mise à jour des vaccins en réponse. Le vaccin contre le virus de la grippe est un exemple bien connu : il doit être mis à jour tous les ans pour tenir compte des récentes souches en circulation du virus.
Les anticorps neutralisants peuvent aussi jouer un rôle dans le traitement de la sclérose en plaques. Bien que ce type d'anticorps ait la capacité de combattre les infections rétrovirales, il arrive que dans certains cas, il attaque les produits pharmaceutiques administrés au corps qui, autrement, traiteraient la sclérose en plaques. Les médicaments à base de protéines recombinantes, et en particulier ceux dérivés d'animaux, sont généralement ciblés par des anticorps neutralisants. Le Rebif, le Betaseron et l'Avonex en sont quelques exemples.

### Méthodes de détection et de quantification des anticorps neutralisants
Les tests de neutralisation peuvent être réalisés et mesurés de plusieurs manières différentes, y compris avec l'utilisation de techniques telles que la réduction des plaques (qui consiste à comparer le nombre de plaques virales dans les puits témoins avec le nombre présent dans les puits des cultures inoculées), la microneutralisation (qui est effectuée dans des plaques de microtitrage remplies de sérums en petites quantités) et les dosages colorimétriques (qui dépendent de biomarqueurs indiquant une inhibition métabolique du virus).

## Anticorps largement neutralisants
La plupart des anticorps neutralisants produits par le système immunitaire sont propres à une seule souche virale. Cela s'explique par la maturation d'affinité des cellules B. Certains agents pathogènes ayant un taux de variabilité génétique élevé, comme par exemple le VIH, modifient constamment leur structure de surface afin que les anticorps neutralisants fortement spécifiques à l'ancienne souche, ne puissent plus se lier à la nouvelle souche virale. Cette stratégie d'évasion immunitaire empêche le système immunitaire de développer une mémoire immunologique contre le pathogène. D'autre part, les anticorps largement neutralisants (bNAb) ont la capacité spéciale de se lier et de neutraliser plusieurs souches d'une espèce virale.
Des anticorps largement neutralisants ont été initialement trouvés chez des patients porteurs du VIH. Ils sont cependant assez rares. En effet, une étude de dépistage in situ a révélé que parmi tous les patients, seulement 1% d'entre eux développent des bNAb luttant contre le VIH. Les bNAb peuvent neutraliser une grande variété de souches virales en se liant à des régions conservées des protéines de surface du virus qui sont incapables de muter car elles sont fonctionnellement essentielles pour la réplication du virus. La plupart des sites de liaison des anticorps largement neutralisants contre le VIH se trouvent sur l'antigène de surface exposé du VIH, la protéine d'enveloppe (Env) (un trimère composé de sous-unités gp120 et gp41). Ces sites incluent le site de liaison CD4 ou l'interface gp41-gp120. Les bases de données sur le VIH du Los Alamos National Laboratory sont une ressource complète contenant une mine d'informations sur les séquences du VIH, les bNAbs, etc
De plus, des bNAb ont été trouvés pour d'autres virus, notamment la grippe, l'hépatite C, la dengue et le virus du Nil occidental.

### Recherches
Des recherches préliminaires sont menées afin d'identifier et de tester les bNAb contre le VIH-1. Les anticorps largement neutralisants sont utilisés dans la recherche pour concevoir de façon rationnelle des vaccins permettant de stimuler la production de bNAb, ainsi que l'immunité contre les virus. Aucun antigène ayant la capacité de déclencher la production de bNAb chez les modèles animaux ou les humains n'est connu.

## Voir également
- Anticorps bloquant
- Immunité humorale